# Моріс Дюпві
Моріс Дюпві (фр. Maurice Dupuis, 4 лютого 1914, Франконвіль — 23 вересня 1977) — французький футболіст, що грав на позиції захисника, зокрема за «Расінг» (Париж), «Тулузу», а також національну збірну Франції.

## Клубна кар'єра
У дорослому футболі дебютував 1934 року виступами за команду «Расінг» (Париж), в якій провів п'ять сезонів, взявши участь у 110 матчах чемпіонату.
Під час німецької окупації Франції у 1940—1944 роках грав за «Тулузу» та «Парі-Капіталь».
У повоєнні роки знову грав за паризький «Расінг». Повернувся до нього 1945 року, захищав його кольори до припинення виступів на професійному рівні у 1947.

## Виступи за збірну
1937 року дебютував в офіційних матчах у складі національної збірної Франції, за яку загалом провів 9 матчів.
Помер 23 вересня 1977 року на 64-му році життя.

## Титули і досягнення
- Володар Кубка Франції (3):

«Расінг» (Париж): 1935-1936, 1938-1939, 1944-1945